# Анак Кракатау
Анак Кракатау (у преводу „Дете Кракатауа“) је острво у калдери лоцираној у мореузу Сунда, између острва Јава и Суматре, у индонежанској провинцији Лампунг. 29. децембра 1927. године, Анак Кракатау „изронио” је из калдере формиране 1883. експлозивном вулканском ерупцијом која је уништила острво Кракатау. На тој локацији постојала је спорадична еруптивна активност од краја 20. века, што је кулминирало подводним колапсом вулкана који је изазвао смртоносни цунами у децембру 2018. године, праћен накнадном активношћу 2019. и ерупцијом у априлу 2020. године. Услед његове младости, острво је једно од неколико острва у овој области која заокупљују велику пажњу вулканолога и предмет су опсежног проучавања.